# Schreineria hashimotoi
Schreineria hashimotoi är en stekelart som beskrevs av Kusigemati 1985. Schreineria hashimotoi ingår i släktet Schreineria och familjen brokparasitsteklar. Inga underarter finns listade i Catalogue of Life.